# Monumento ao 22 de novembro de 1970
O Monumento ao 22 de novembro de 1970, localizado em Conacri, capital da Guiné, celebra a vitória guineense sobre as tropas portuguesas, que em 1970 tentaram forçar um golpe de Estado no país por meio da Operação Mar Verde.

## História
Em 1960, Ahmed Sekou Touré, presidente da República da Guiné, recebeu e apoiou Amílcar Cabral e a sua organização, o PAIGC, que pretendia a independência da Guiné Portuguesa (hoje Guiné-Bissau) e de Cabo Verde de Portugal. Em 1963, o PAIGC deu início à Guerra da Independência da Guiné-Bissau.
Na noite de 21 para 22 de novembro de 1970, cerca de 200 guineenses armados - opositores de Touré, vestidos com uniformes semelhantes aos do Exército guineense e comandados por oficiais portugueses - e 220 soldados afro-portugueses e portugueses invadiram alguns pontos em torno de Conacri, dando início à Operação Mar Verde. Os objetivos da operação incluíam a derrubada do governo de Touré, a captura do líder do PAIGC, Amílcar Cabral, a destruição dos meios navais e aéreos do PAIGC e dos seus apoiantes guineenses, e o resgate de prisioneiros de guerra portugueses detidos em Conacri.
Os invasores capturaram Camp Boiro, campo de concentração usado para prender desafetos do regime, e libertaram os prisioneiros. O comandante do campo, Siaka Touré, conseguiu se esconder, mas o general Lansana Diané, ministro da Defesa, foi capturado. Eventualmente, Diané conseguiu fugir e se refugiou com o embaixador argelino. A tentativa de golpe falhou e muitos oponentes do regime foram presos e encarcerados em Camp Boiro.
A construção do monumento começou em preparação ao aniversário de um ano da Operação, em memória das vítimas da tentativa de golpe. O presidente Touré lançou a pedra fundamental. Muitos funcionários guineenses e trabalhadores guineenses e chineses foram ao local. Tsao Kouan-lin, encarregado de negócios chinês, fez um discurso no qual elogiou a amizade militante entre os povos da Guiné e da China.

## Galeria
Cada lado do Monumento contem uma citação, a saber:

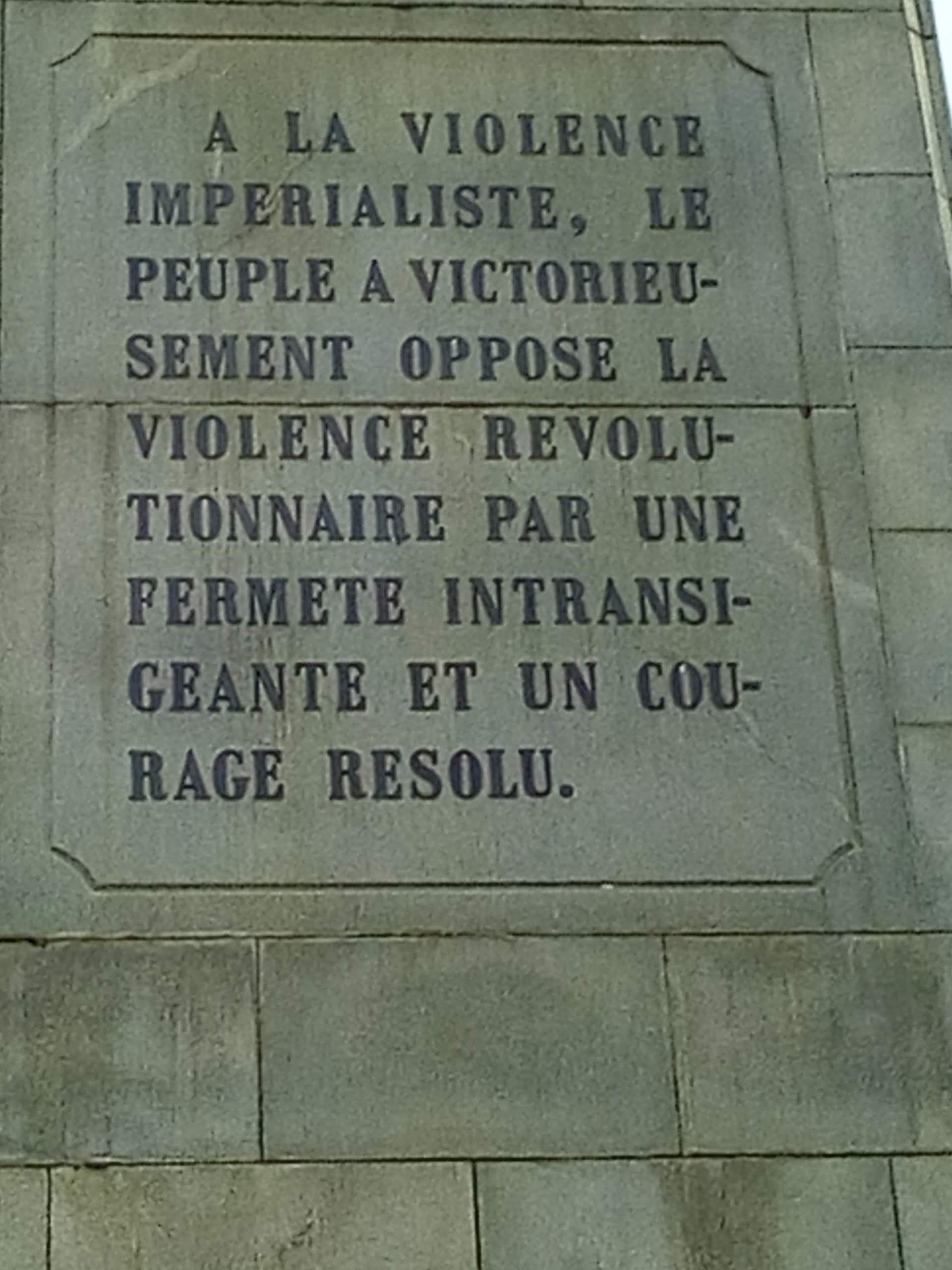
"À violência imperialista, o povo opôs-se vitoriosamente à violência revolucionária com firmeza intransigente e coragem resoluta."
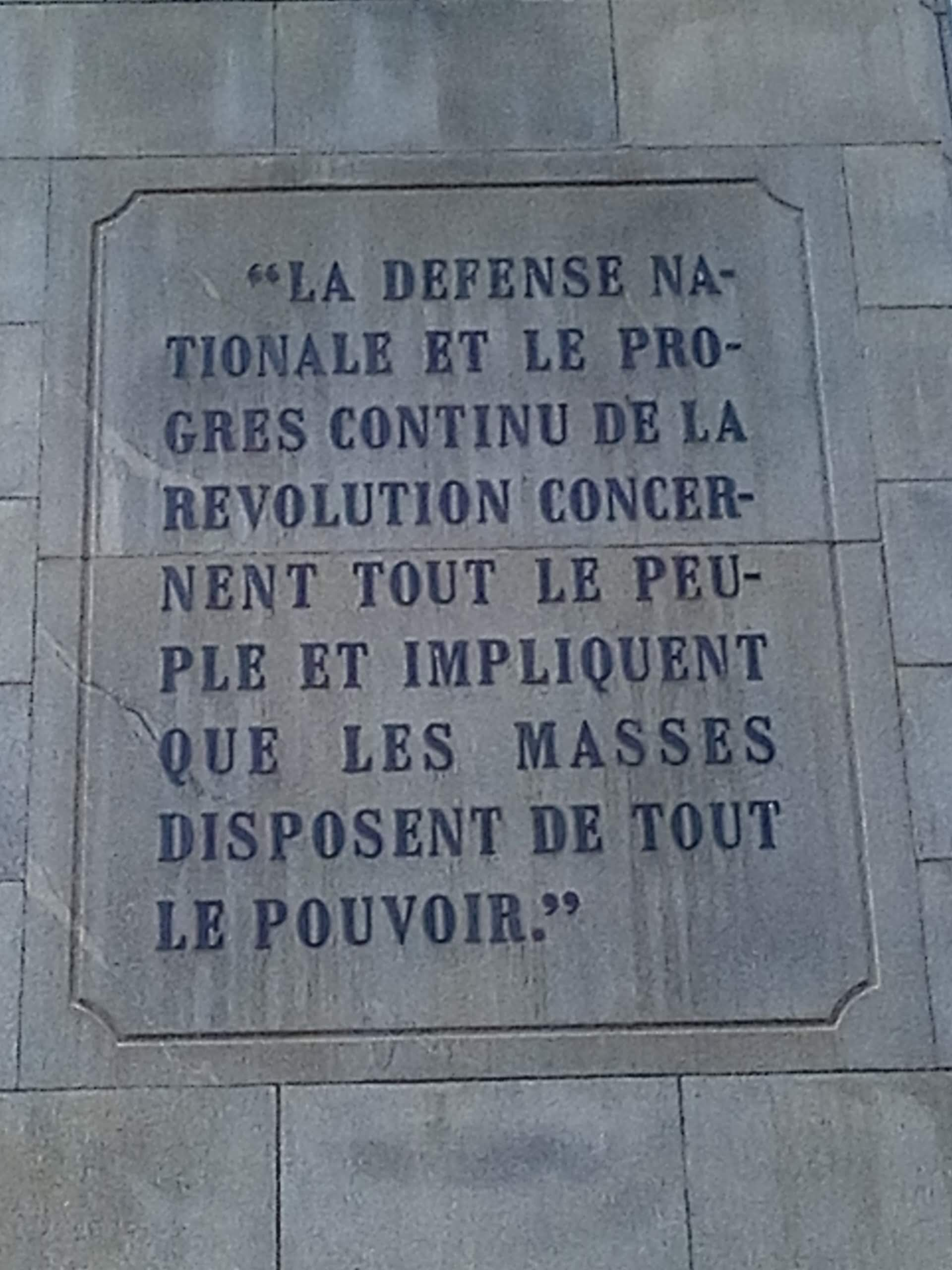
"A defesa nacional e o progresso contínuo da revolução dizem respeito a todo o povo e implicam que as massas tenham todo o poder."
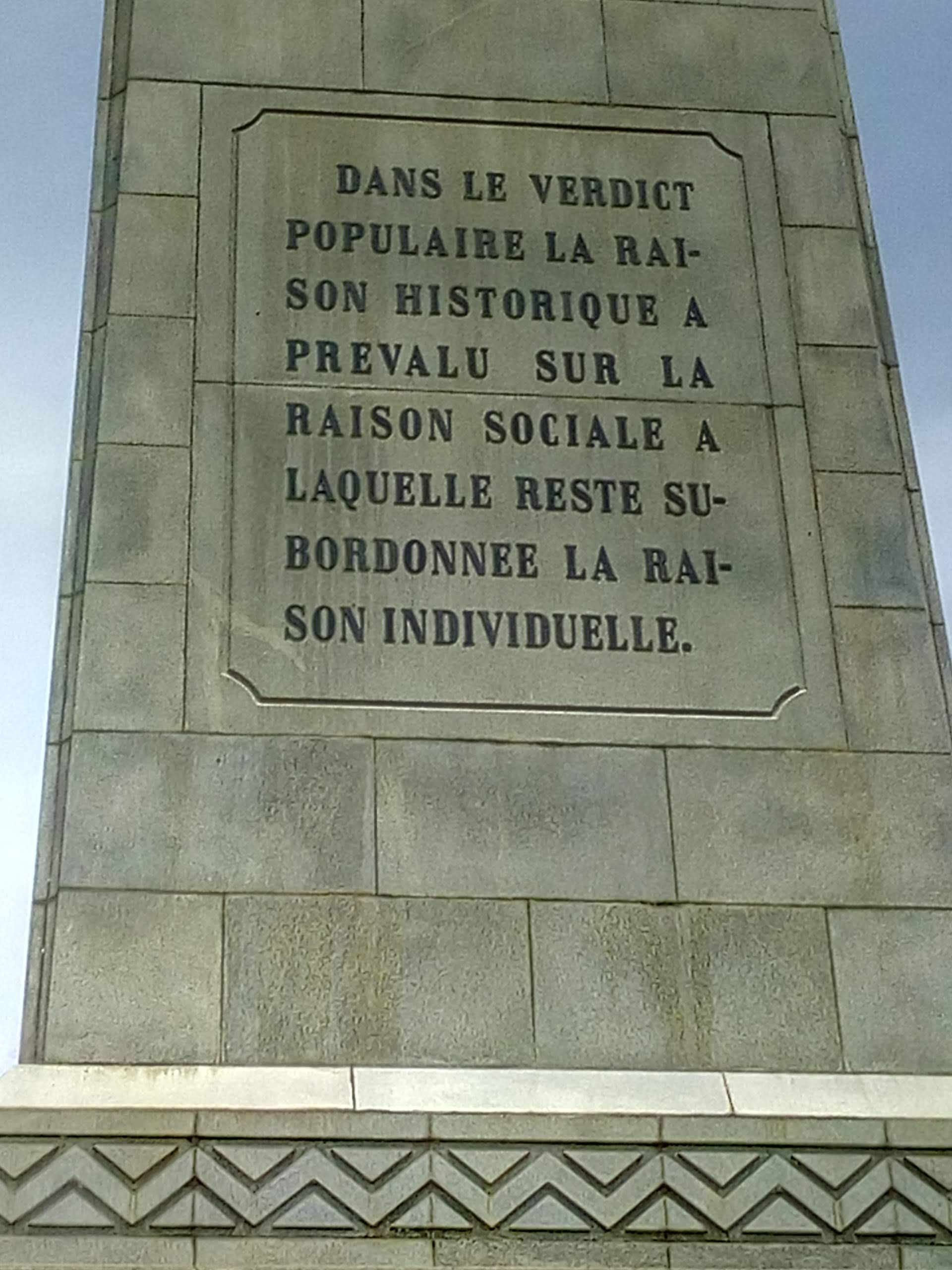
"No veredito popular, a razão histórica prevaleceu sobre a razão social, à qual a razão individual permanece subordinada."
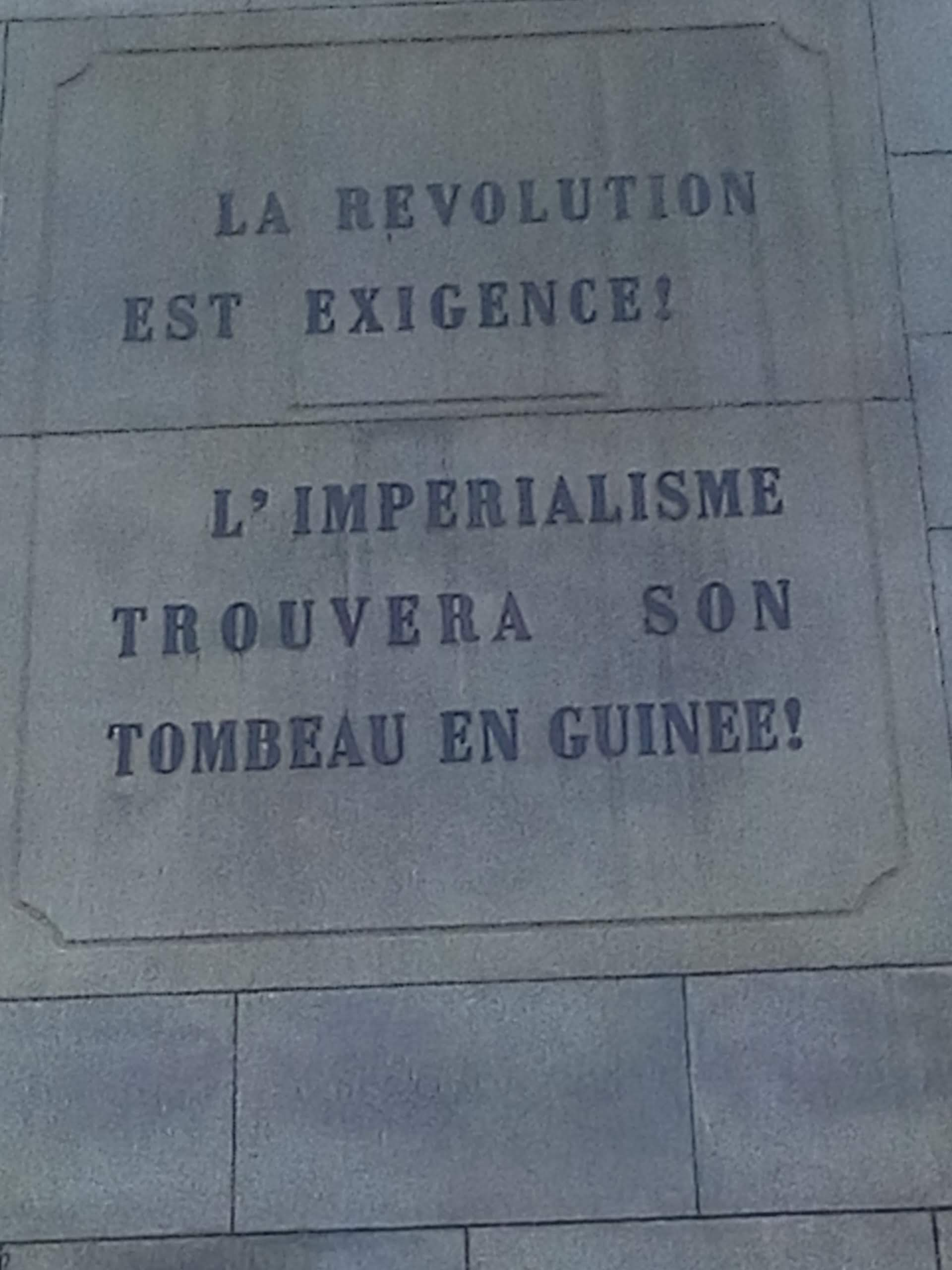
"A revolução é uma exigência! O imperialismo encontrará seu túmulo na Guiné"